# Харчевские
Харчевские (пол. Charczewski, Charczowski) — графский и дворянский род герба Холева.
Родоначальник их Владислав, Кастелян Слонский, в 1764 году был Сеймовым Послом Земли Перемышльской.